# Cuisnahuat
Cuisnahuat (Nawat Kwisnāwat) ist ein Municipio in El Salvador im Departamento Sonsonate.

## Name
Der Name Kwisnawat kann als „Wasser (Fluss) der vier Dornen“ übersetzt werden. Der erste Bestandteil cuis soll nach dieser Version auf Nawat witz, „Dorn“ zurückgehen; nawi ist „vier“ und at „Wasser“. Eine andere mögliche Erklärung ist „vier Flüsse vom Himmel (oder von oben)“, da kwis „Himmel“ bedeutet.

## Geschichte
Cuisnahuat wurde von Pipil gegründet und gehörte zur Herrschaft von Cuzcatlan. 1528 wurde es von den Spaniern erobert.
Am 12. Juni 1824 wurde das Dorf Cuisnahuat Teil des Partido Opico im Departamento San Salvador. Am 6. April 1827 kam es zum Partido Izalco im Departamento Sonsonate.

## Pipil-Kultur heute
Nach der letzten Volkszählung El Salvadors 2007 gehört Cuisnahuat zu den wenigen Orten, wo es noch Sprecher der Pipil-Sprache Nawat gibt, und zwar 15 von landesweit 97 Sprechern. Auf Grund der Bemühungen der indigenen Organisation Asociación Coordinadora de Comunidades Indígenas de El Salvador (ACCIES) und der Universität Don Bosco in San Salvador wird trotz fehlender staatlicher Programme an einer Schule in Cuisnahuat Nawat unterrichtet.